# 張景仁
張 景仁（ちょう けいじん、生没年不詳）は、東魏から北斉にかけての書家。本貫は済北郡。

## 経歴
幼くして父を失い、家は貧しく、書を学んで生業とした。草書や隷書を得意として、内書生に選任された。姚元標・韓毅・袁買奴・李超らとともに名を知られ、ともに高澄に召し出されてその賓客となった。557年（天保8年）、太原王高紹徳に書を教えるよう北斉の文宣帝に命じられ、開府参軍に任じられた。武成帝が皇太子高緯のために書人を選抜したとき、景仁は抜擢されて侍書とされた。細やかな心配りをしてつつましく仕えたため、高緯に気に入られ、博士と呼ばれた。太子門大夫・員外散騎常侍・諫議大夫を歴任した。後主（高緯）が即位すると、景仁は通直散騎常侍の位を受けた。
ときに胡人の何洪珍が後主に重用されており、朝士との通婚を望んでいた。景仁は内官としての地位が高かったことから見込まれて、何洪珍の兄の子が景仁の次男の張瑜の娘をめとった。景仁は病がちだったことから、そのたびごとに後主は徐之範らを派遣して治療にあたらせた。
仮の儀同三司・銀青光禄大夫の位を受け、恒山県を食邑とした。後主が行幸に出て道中に宿を取るたびに、景仁は歩障を立てて風と寒さを遮った。儀同三司の位に進められ、ほどなく開府を加えられた、文林館が立てられると、宦官の鄧長顒の請願により、景仁は文林館の事務を総制することとなり、侍中に任じられた。573年（武平4年）、建安王に封じられた。景仁は何洪珍の死後も鄧長顒と結んで、お互いにかばいあっていたため、失脚をまぬかれた。中書監に任じられ、ほどなく病により死去した。侍中・斉済等五州刺史・司空公の位を追贈された。

## 妻子

### 妻
- 奇氏（張景仁が建安王となると、王妃に上った）

### 子
- 張玉（長男、員外散騎侍郎を初任とした）
- 張瑜（次男、中書舎人・給事黄門侍郎）

## 伝記資料
- 『北斉書』巻44 列伝第36
- 『北史』巻81 列伝第69